# سندی هوک (کنتاکی)
سندی هوک (به انگلیسی: Sandy Hook) شهری در ایالت کنتاکی کشور ایالات متحده آمریکا است که جمعیت آن در سرشماری سال ۲۰۱۰ میلادی، ۶۷۵ نفر بوده‌است.